# بخش مرکزی شهرستان درمیان
بخش مرکزی شهرستان درمیان یکی از بخش‌های شهرستان درمیان در استان خراسان جنوبی ایران است.

## تقسیمات کشوری
- بخش مرکزی شهرستان درمیان
  - دهستان درمیان
  - دهستان نوغاب

شهرها: اسدیه

## جمعیت
بنابر سرشماری مرکز آمار ایران، جمعیت بخش مرکزی شهرستان درمیان در سال ۱۳۸۵ برابر با ۲۱۴۰۹ نفر بوده است.